# Comp Air 8
Comp Air 8 (به انگلیسی: Comp_Air_8) یک هواگرد ملخ‌پیشین تک‌موتوره از نوع هواپیمای دست‌ساز ترابری غیرنظامی ساخت شرکت Comp Air است. در مجموع، تعداد ۲۵ (۲۰۱۱) فروند از این هواگرد ساخته شده است.